# Plešivec (Slowakije)
Plešivec (Hongaars: Pelsőc) is een Slowaakse gemeente in de regio Košice. Ze maakt deel uit van het district Rožňava.
Plešivec telt 2.438 inwoners.

## Ligging
De gemeente ligt in het zuidoosten van Slowakije, in de smalle vallei van de Sajó, nabij de samenvloeiing met de rivier Štítnik. Ze strekt zich uit aan de voet van de Slowaakse Karst en is gelegen op een afstand van 17 km van Rožňava, 44 km van Rimavská Sobota en 87 kilometer van Košice. Op haar grondgebied liggen ten dele drie hoogvlakten: Koniarská platina, Plešivská planina en Silická planina.
Plešivec is een belangrijk regionaal verkeersknooppunt. De spoorlijn Zvolen – Košice (met vertakking naar Muráň) ligt aan de noordelijke rand van het centrum. Op dezelfde plaats ligt -aan de overkant van de rivier Sajó- ook het station dat op wandelafstand bereikbaar is via de "Železničná ulica".

## Straten
| - Československej armády - Daxnerova ulica - Domická ulica - Gemerská ulica - Hradná ulica - Letná ulica | - Okružná ulica - Štítnická ulica - Ulica 1. mája - Ulica pokroku - Vinohradná ulica - Železničná ulica |

## Geschiedenis
Plešivec werd onder de benaming Plesouch voor het eerst schriftelijk vermeld in 1243.
Oorspronkelijk was deze middeleeuwse gemeente de zetel van de adellijke familie Bebek (ook: Bubek) die hier een kasteel en een kerk bouwde. Van dit kasteel is slechts een deel van één der muren met een hoogte van ongeveer 6 meter bewaard gebleven.
In 1328 kreeg de plaats stadsrechten en in 1558 werd ze bezet door de Turken. Ze maakte in de 18e en de 19e eeuw deel uit van het comitaat Gömör és Kis-Hont en behoorde aan Hongarije tot het einde van de Eerste Wereldoorlog in 1918. Nadien werd de plaats ingedeeld bij de Eerste Tsjecho-Slowaakse Republiek, maar in 1938 werd ze (tot 1945) wederom afgestaan aan Hongarije ingevolge de toepassing van de Eerste Scheidsrechterlijke Uitspraak van Wenen.
Na de nederlaag van Rákóczi's opstand vaardigde de Hongaarse koning Karel III in 1711 een decreet uit. Ingevolge deze onderrichting moest elke provincie haar zetel ongeveer in het midden van haar grondgebied vestigen en er een comitaatshuis bouwen met archief evenals een gevangenis. Voor het comitaat Gömör és Kis-Hont werd Plešivec als zetel gekozen. De bouw van het comitaatshuis begon in 1716 en de eerste ceremoniële bijeenkomst van de provincieverantwoordelijken werd hier gehouden op 3 juni 1719.
De provinciale zetel bleef in Plešivec gevestigd van 1719 tot 1786, en van 1790 tot 1898. In de episode van 1786 tot 1790 en vanaf 1898 was het comitaatshuis in Rimavská Sobota gevestigd.
Sedert de tweede helft van de 19e eeuw vond een belangrijke industriële ontwikkeling plaats die ook haar gevolgen had voor Plešivec. Onder meer een staalfabriek (Miklóssyovská), een elektriciteitscentrale, een pulpfabriek en de eerste papierfabriek van Hongarije werden er in bedrijf genomen.

## Bevolking

### Nationaliteit

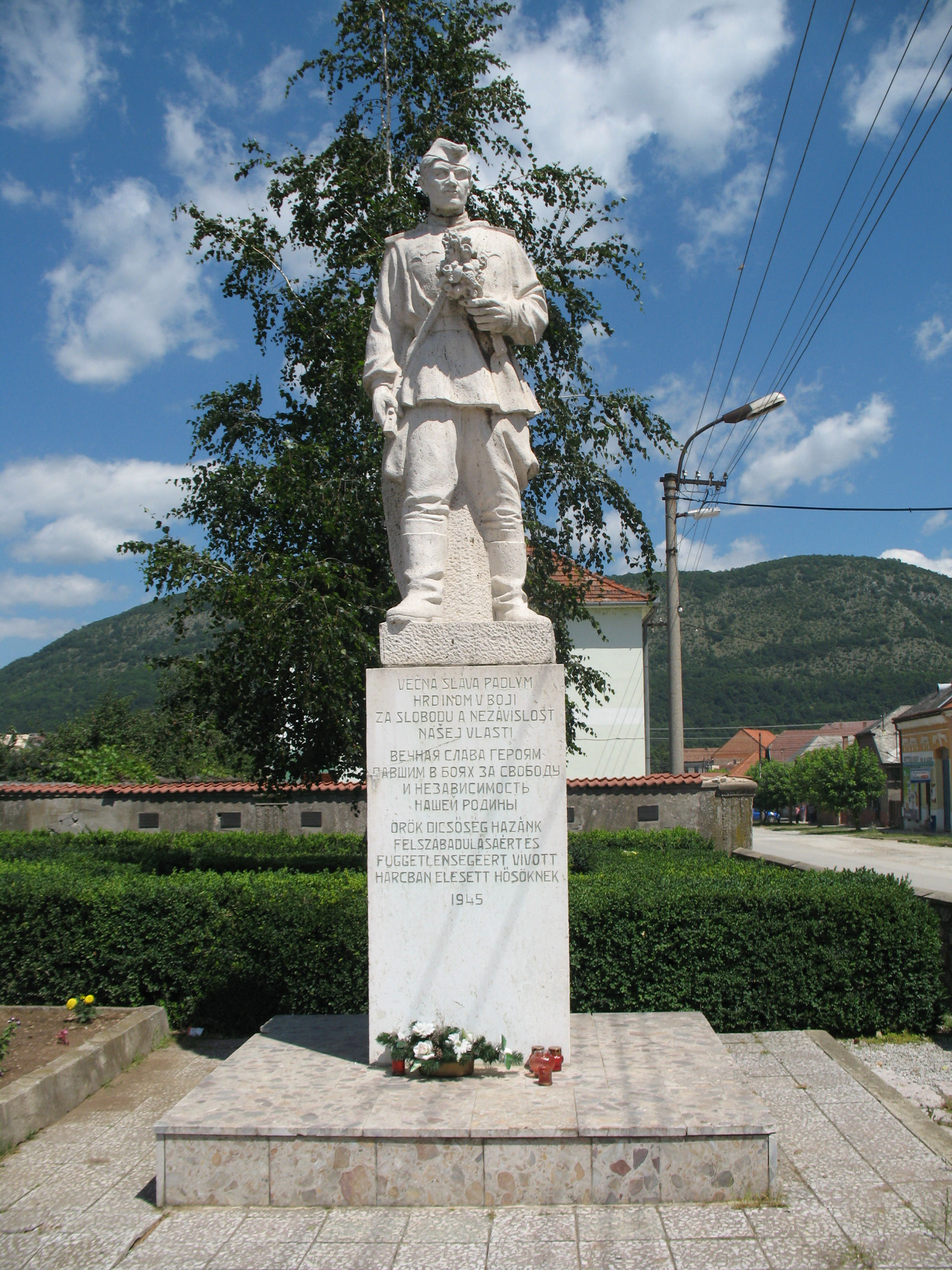
Standbeeld ter ere van de gesneuvelden in WO II.

| Jaar | Inwoners | Nationaliteit                                                                |
| ---- | -------- | ---------------------------------------------------------------------------- |
| 2001 | 2.447    | • Slowaken: 1.076 (44 %) • Hongaren: 1.204 (49,2 %)                          |
| 2011 | 2.405    | • Slowaken: 1.219 (50,7 %) • Hongaren: 1.031 (42,9 %)                        |
| 2021 | 2.214    | De bevolking is gemengd maar het aantal Hongaren vertoont een dalende trend. |

### Religie
Toestand in 2021:
- 451 (20,3%): rooms-katholiek
- 336 (15,1%): gereformeerd christelijke kerk
- 133 (6,0%): evangelische kerk (Augsburgse confessie)
- 55 (2,5%): Jehovah's Getuigen
- 27 (1,2%): grieks-katholieke kerk
- 40: andere religies
- 952 (42,8%): zonder religie
- 231: geen opgave.

## Bezienswaardigheden

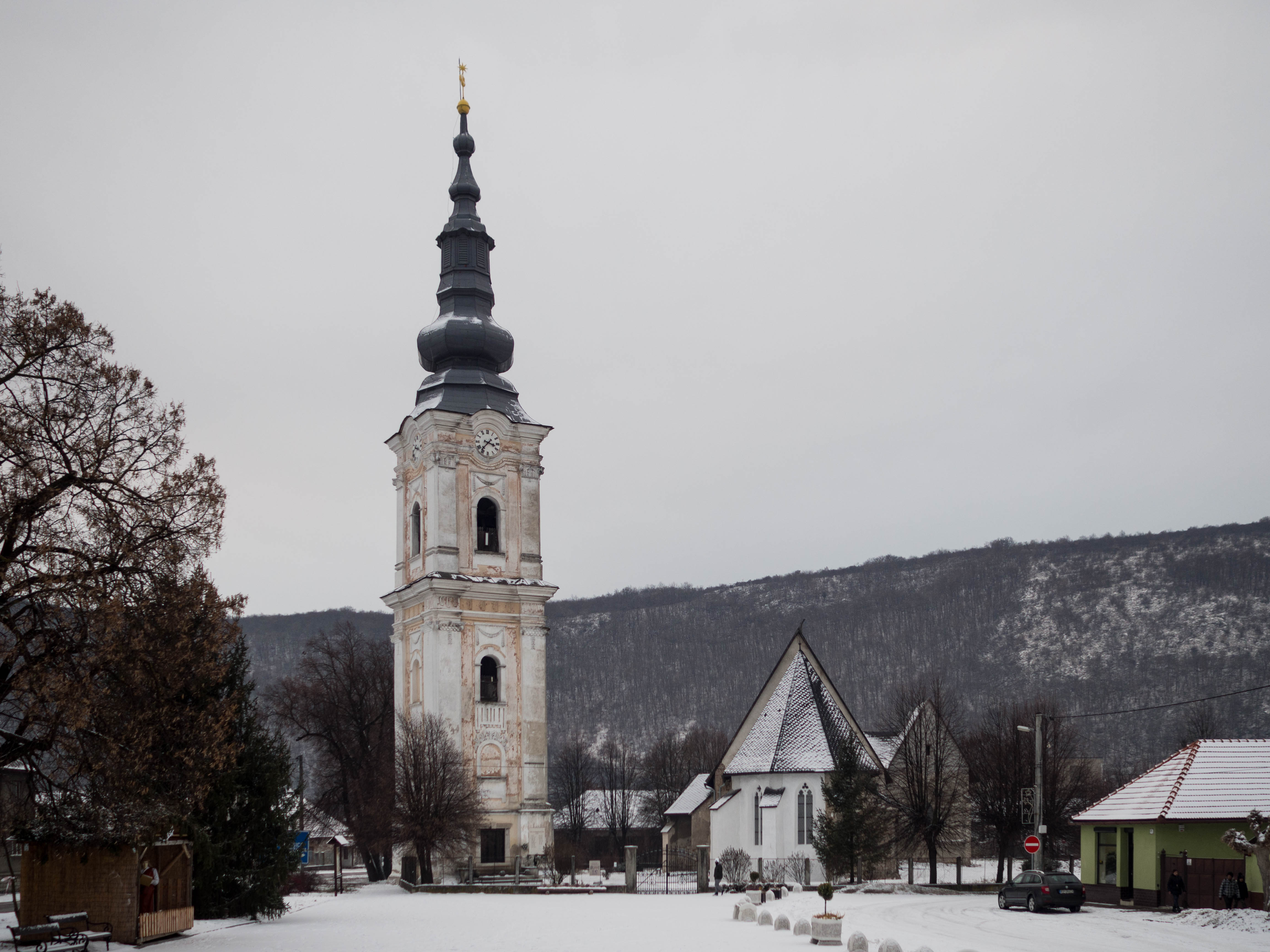
Hervormde kerk met vrijstaande toren (1807), gewijd aan Joris van Cappadocië.

- Hervormde kerk met een vrijstaande toren (1807), gewijd aan Joris van Cappadocië. Eenbeukig gotisch gebouw met een zijkapel die gebouwd werd door de familie Bebek gedurende de eerste helft van de 14e eeuw. Interieur versierd met fresco's van Italiaanse meesters. Tijdens de Turkse invallen in 1558 werd de kerk zwaar beschadigd. De restauratie vond plaats aan het begin van de 17e eeuw, toen de kerk reeds in het bezit van de gereformeerden was. De houten galerij (emporium) dateert uit 1621. Locatie: Okružná ulica, nabij de hoek met de Československej armády.
- Standbeeld ter ere van de gesneuvelden tijdens de Tweede Wereldoorlog. Locatie: tegenover Československej armády 57.
- Overblijfselen van een kasteel tijdens de 13e en 14e eeuw gebouwd door Dominik Bubek (†1330). In 1558 brandde het kasteel af tijdens de invasie van de Turken. De toenmalige eigenaar van het kasteel, Juraj Bubek, gaf zich na deze gebeurtenis over aan de Turken en werd hun bondgenoot. In 1567 werd hij voor deze alliantie door keizer Maximiliaan II gestraft en werd zijn kasteel afgebroken door het leger van generaal Lazar Schwendi. Slechts een deel van een stenen muur is bewaard gebleven.
- Laat-classicistisch gemeentehuis met twee verdiepingen, gebouwd in 1716-1719. Aan het begin van de 19e eeuw onderging het gebouw een classicistische wijziging, waarbij het een nieuwe gevel kreeg. De interieurs zijn overwelfd met een tongewelf met lunetten, een kruisgewelf en een Pruisisch gewelf.

## Vervoer

### Treinen

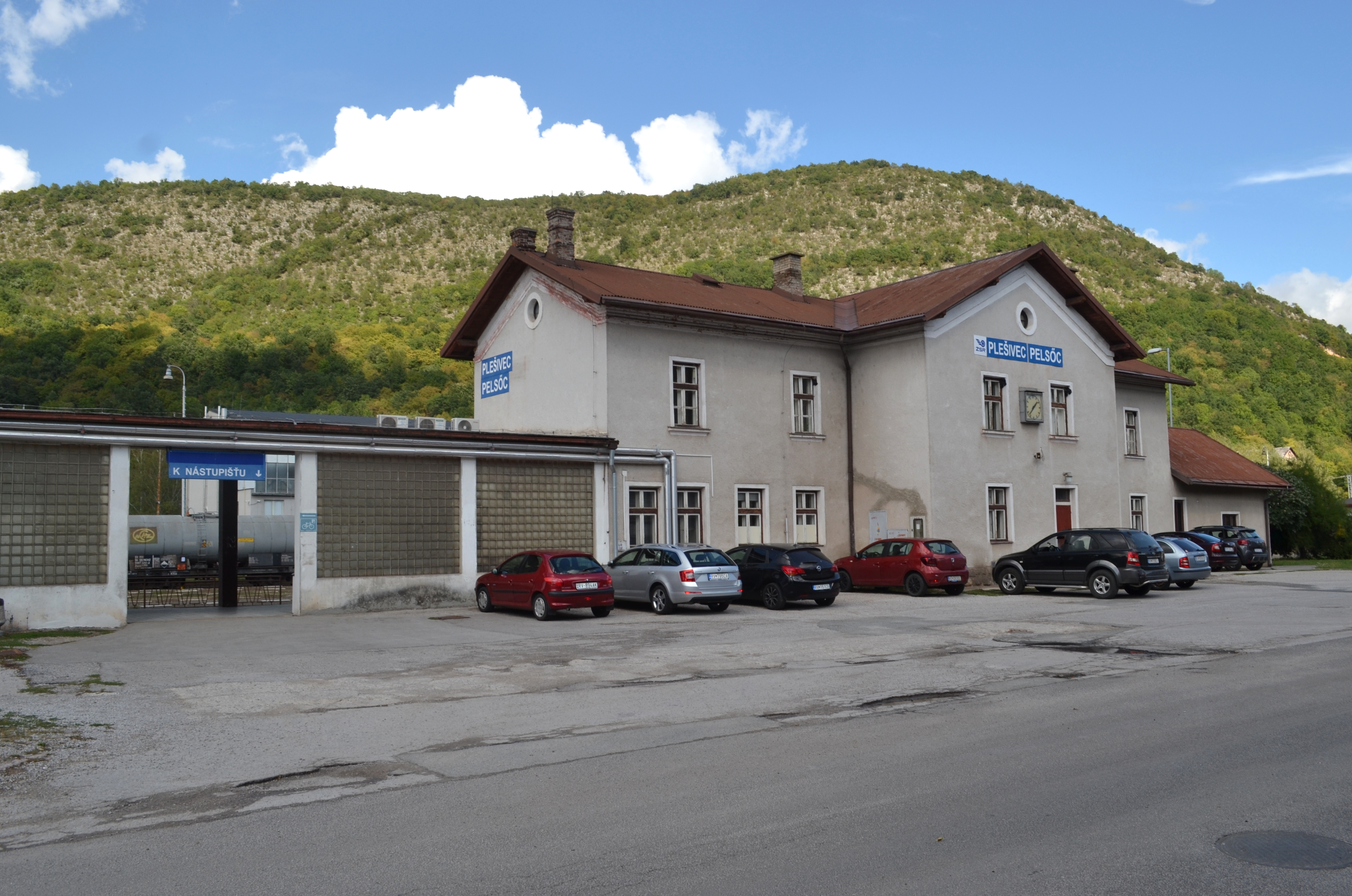

Het spoorwegstation van Plešivec werd geopend in 1874. Het ligt in het noorden van de gemeente en is vanuit het centrum op wandelafstand bereikbaar via de straat: « Zelezničná ». Het ligt op de lijnen:
- 160: Zvolen-Košice
- 166: Plešivec - Slavošovce
- 165: Plešivec - Muráň. Het reizigersverkeer op deze lijn is sedert 8 december 2012 opgeschort.

De plaats is bij middel van snelle passagierstreinen verbonden met Rožňava, Košice, Zvolen, Bratislava, en verscheidene andere steden en gemeenten, hetzij rechtstreeks, hetzij mits overstap.

### Autobus
Het autobusstation "Autobusova stanica Plešivec" is gelegen nabij de straten: « Československej armády » en « Zelezničná ».

## Stedenbanden
Plešivec heeft banden met:
- Alsózsolca (Hongarije).